# Polit menut
El polit menut (Numenius minutus) és una espècie d'ocell de la família dels escolopàcids (Scolopacidae) que habita la tundra i zones amb alguns arbres del nord de Sibèria. Passa l'hivern a zones humides d'Austràlia.